# Nahant (Massachusetts)
Nahant es un pueblo ubicado en el condado de Essex en el estado estadounidense de Massachusetts. En el Censo de 2010 tenía una población de 3.410 habitantes y una densidad poblacional de 85,1 personas por km².

## Geografía
Nahant se encuentra ubicado en las coordenadas 42°25′8″N 70°55′47″O / 42.41889, -70.92972. Según la Oficina del Censo de los Estados Unidos, Nahant tiene una superficie total de 40.07 km², de la cual 2.71 km² corresponden a tierra firme y (93.24%) 37.36 km² es agua.

## Demografía
Según el censo de 2010, había 3.410 personas residiendo en Nahant. La densidad de población era de 85,1 hab./km². De los 3.410 habitantes, Nahant estaba compuesto por el 96.48% blancos, el 0.47% eran afroamericanos, el 0.09% eran amerindios, el 1.7% eran asiáticos, el 0% eran isleños del Pacífico, el 0.56% eran de otras razas y el 0.7% pertenecían a dos o más razas. Del total de la población el 1.52% eran hispanos o latinos de cualquier raza.